# Flugplatz Yverdon-les-Bains

i7
i11
i13
Der Flugplatz Yverdon-les-Bains (ICAO-Code LSGY) ist ein Flugplatz in der Gemeinde Yverdon-les-Bains im Kanton Waadt in der Schweiz.
Der Flugplatz liegt in der Orbe-Ebene an der Thièle ungefähr 2,5 km südwestlich des Stadtzentrums von Yverdon-les-Bains.